# Імператор Кейтай
Імператор Кейта́й (яп. 継体天皇, けいたいてんのう, кейтай тенно; 450 (?) — 10 березня 531) — 26-й Імператор Японії, синтоїстське божество. Роки правління: 3 березня 507 — 10 березня 531. На думку деяких істориків став засновником нової династії.
Згідно з офіційною генеалогією, був нащадком імператора Одзіна в шостому чи п’ятому поколінні. Син принца Хікосі-но Окімі та принцеси Фурі-хіме (нащадок імператора Суйніна в сьомому поколінні через його сина принца Іватсукуваке). Але оскільки оригінальні генеалогічні дерева були втрачені, точність залишається невідомою. Ця невизначеність породжує сумніви щодо генеалогії цього імператора. Багато вчених визнають його родинний зв’язок із кланом Окінага, могутньою місцевою аристократією чи далекою бічною гілкою правлячої династії, представники якої спадково керували куні Омі, де власне й народився майбутній імператор. Фурі-хіме напевніше походила з місцевої правлячої родини з куні (провінції) Косі (захід Хонсю, на узбережжі Японського моря). 
Замолоду звався Оходо-но Сумерамікото, хоча у хроніках зустрічається таком ім'я Хікофуто-но Мікото (яп. 彦太尊). Дитиною втратив батька, після чого з матірю переселилася до містечка Такамуку у провінції Косі но куні. Згодом завдяки підтримки родичів з материнського боку призначається куні-но міяцуко (на кшталт губернатора) Косі.
Після раптової та підозрілої смерті імператор Бурецу за ініціативи о-мурадзі Отомо но Канамури вибір упав на Оходо, якого оженили на принцесі Тасіраку, сестрі померлого імператора. В цьому прослідковується збереження матрилінійного принципу спадковості влади.
Про непевні права на трон свідчить, те що новому імператорові довелося 20 років придушувати спротив аристократичних кланів корінної куні Ямато. Невдовзі після встановлення влади над останньою у 527 році відправив війська проти корейської держави Сілла з метою відвоювати Міману. У відповідь тхеван Попхи підбурив Іваї (можливо з кумасо) у провінції Цукусі на острові Кюсю. Невдовзі повстання поширилося на провінції Пі та Тойо. Зрештою сьогун Мононобе но Аракабі здолав Іваї, а його син за умовами миру 528 року з імператором передав йому частину своїх володінь. Цей подарунок — міяке (земля із селянами) — став особистим майном імператорської родини. Остання завдяки цьому вперше закріпилася на Кюсю. Це стало важливим чинником у консолідації Японии 
Окрім дружини-імператриці мав 7 наложниці, які народили йому 9 синів і 12 доньок. Спадкоємцем було визначено Магарі но Ое від наложниці Меноко-хіме, що став відомим як імператор Анкан.